# HSBC

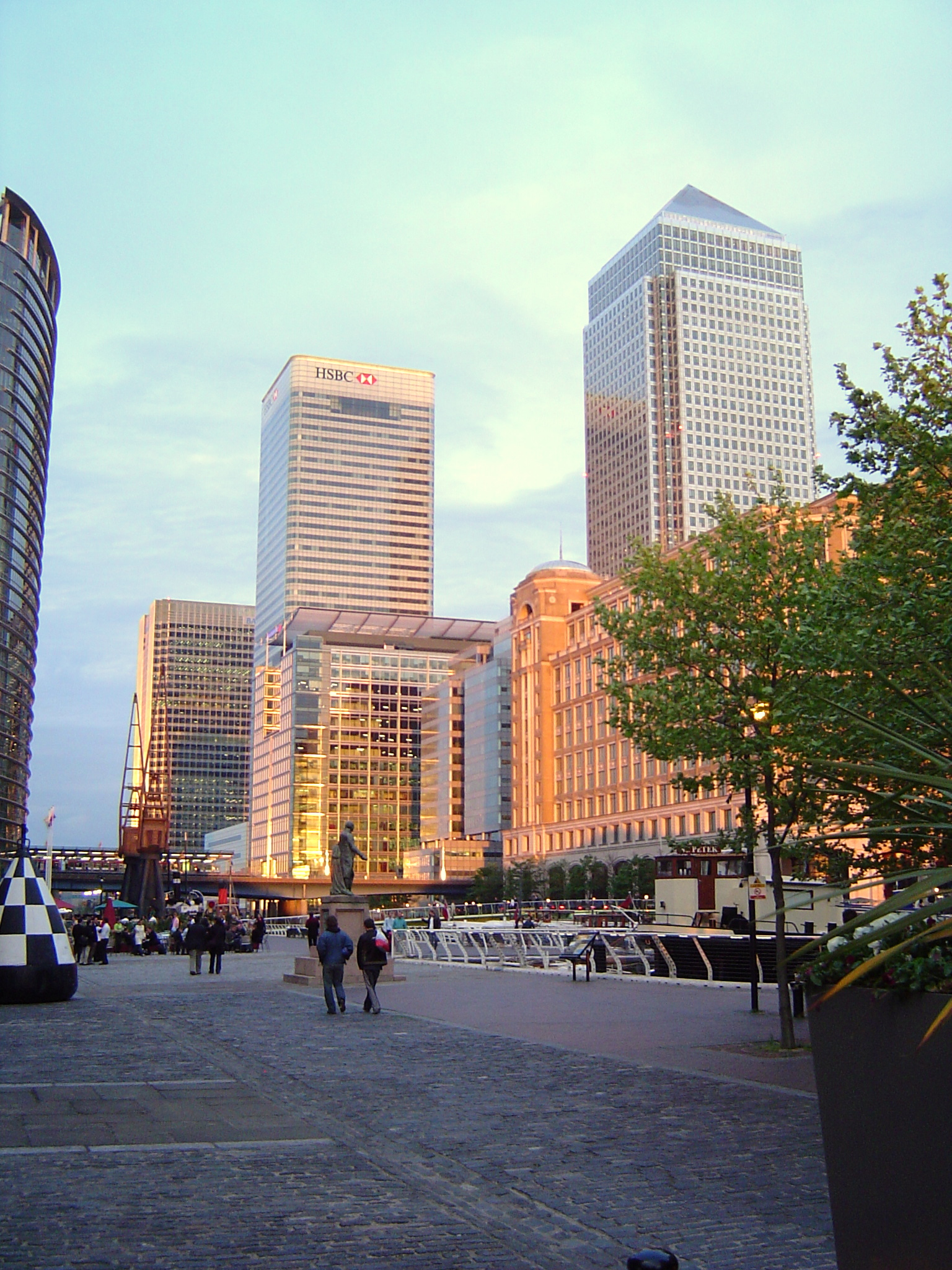
Sede da HSBC em Canary Wharf, Londres.

HSBC (acrônimo do inglês The Hong Kong and Shanghai Banking Corporation), oficialmente HSBC Holdings plc é um banco global britânico fundado em 1865. É considerado o 6º maior banco do mundo em termos de ativos sob gestão.  A sua sede fica em Londres.

## História

### Origens
Fundado em 3 de março de 1865, sua origem remonta ao contexto do Neocolonialismo britânico, quando o escocês Thomas Sutherland fundou um banco em Hong Kong em 1865 para financiar o comércio baseado no tráfico de ópio no Extremo Oriente. Ao longo do século XX, concentrou suas atividades em Hong Kong, então sob domínio do Reino Unido, e a partir da década de 1980 a expandir seus negócios para os Estados Unidos e a Europa. Alguns anos antes da devolução do território à República Popular da China, a sede do banco foi transferida para Londres.
Atua como holding do Grupo HSBC, fornecendo - através de quatro empresas globais - serviços bancários e financeiros, incluindo banco de varejo e gestão de fortunas, banco comercial, banco global (HSBC Global Banking and Markets) e private banking. Os segmentos operacionais da empresa são organizados em seis regiões geográficas, incluindo a Europa, Hong Kong, resto da Ásia-Pacífico, Oriente Médio e África do Norte, América do Norte e América Latina. O negócio de banco de varejo e Wealth Management oferece vários produtos e serviços para atender às necessidades bancárias pessoais,  financiamento ao consumo e de gestão de fortunas de clientes individuais. Os produtos de banco comercial incluem a prestação de serviços de financiamento, pagamentos e gestão de tesouraria,  financiamento do comércio internacional, tesouraria e mercado de capitais, cartões comerciais, seguros e derivativos, entre outros.
Com ações cotadas nas bolsas de Londres, Hong Kong, Nova Iorque, Paris e Bermudas, a HSBC Holdings plc tem mais de 216.000 mil acionistas em 129 países. De acordo com o ranking de 2014 da Forbes Global 2000, é a décima quarta maior corporação do mundo.
O escocês Thomas Sutherland havia feito carreira na Peninsular and Oriental Steam Navigation Company (Companhia Peninsular e Oriental de Navegação a Vapor), uma empresa de transporte marítimo de cargas do Império Colonial Britânico com negócios em cidades como Alexandria (Egito), Calcutá (Índia) e Rangun (Birmânia). Superintendente da P&O, Sutherland colaborou para a construção das docas de Hong Kong, numa época em que 70% do frete marítimo estava relacionado com o comércio de ópio oriundo das Índias e vendido na China por negociantes britânicos, mesmo com a oposição das autoridades chinesas a esse comércio.
Em 1865, o escocês concretizou seu plano de abrir um banco comercial para financiar o lucrativo tráfico de ópio pela Companhia Britânica das Índias Orientais, fundando o Hong Kong & Shanghai Banking Corporation com outros parceiros, entre os quais Francis Chomley, primeiro chefe do conselho de administração, e a sociedade comercial Dent & Co., envolvida diretamente nas transações de ópio que violavam as leis chinesas e que resultaram em um mandado de prisão contra seu presidente, que por sua vez tornou-se o estopim para a Primeira Guerra do Ópio.

### Internacionalização

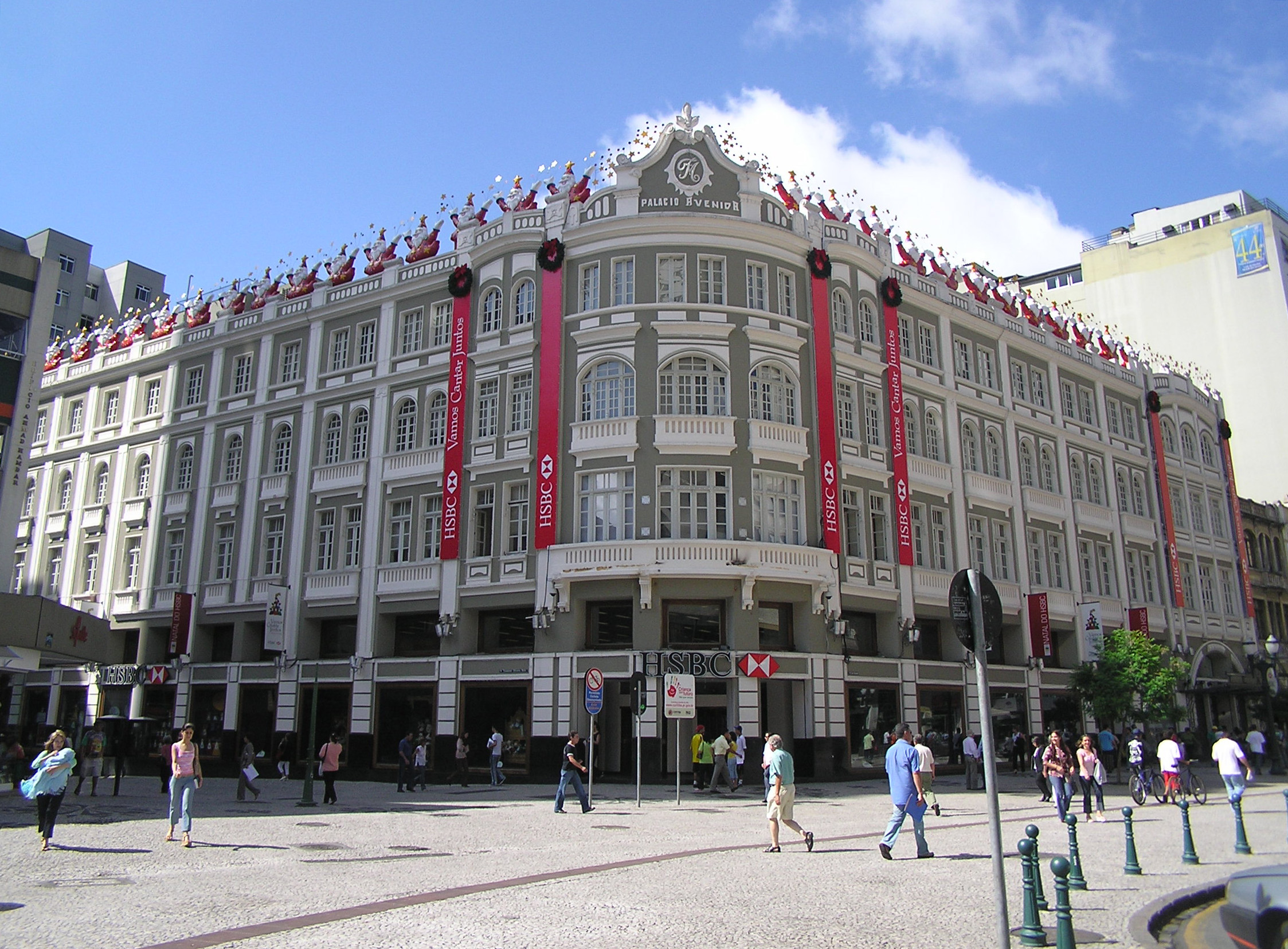
Antiga sede do HSBC no Brasil, em Curitiba.

Beneficiando-se da colheita de ópio das Índias e mais tarde no Yunnan, o banco conseguiu crescer e instalar filiais em Bangcoc e Manila na década de 1920. A partir da instalação e aquisição de bancos nos Estados Unidos (como o Marine Midland Bank) e na Europa na década de 1980, o HSBC deu um passo para se transformar em um dos maiores conglomerados financeiros do mundo.
Na década de 1990, o banco deixou sua sede social em Hong Kong e migrou para Londres. Em 1997, o grupo assumiu as operações do antigo banco Bamerindus, abrindo suas operações no Brasil com o Banco HSBC (Brasil). Em 1999, as ações do HSBC Holdings foram cotadas em terceiro lugar na Bolsa de Nova York. O grupo adquiriu a Republic New York Corporation (atualmente integrada à HSBC USA Inc.), assim como a empresa irmã Safra Republic Holdings SA (hoje HSBC Republic Holdings SA, em Luxemburgo).
Em 2007, o grupo registrou um resultado recorde, descontado o pagamento de impostos, de US$ 24 bilhões, dos quais 60% vêm de mercados emergentes da Ásia, do Oriente Médio e da América Latina. Pela primeira vez, os lucros acumulados na China atingiram US$ 1 bilhão naquele mesmo ano − tanto quanto na França. Segundo resultados publicados em 1.º de agosto de 2011, os lucros comerciais bancários do HSBC apresentaram um crescimento de 31%, e seu faturamento bruto se elevou a US$ 11,5 bilhões.

### Investigação "Swissleaks"
Em fevereiro de 2015, o HSBC foi denunciado no escândalo SwissLeaks de lavagem de dinheiro, quando o
Consórcio Internacional de Jornalismo Investigativo revelou que o banco abrigou contas secretas mantidas por traficantes de drogas e de armas, criminosos e sonegadores fiscais (muitos dos quais políticos ou "celebridades").  Os clientes brasileiros do HSBC tinham 7 bilhões de dólares em 5.549 dessas contas. O Brasil é o 4.º país em número de clientes titulares de contas no HSBC de Genebra.

## Grupo

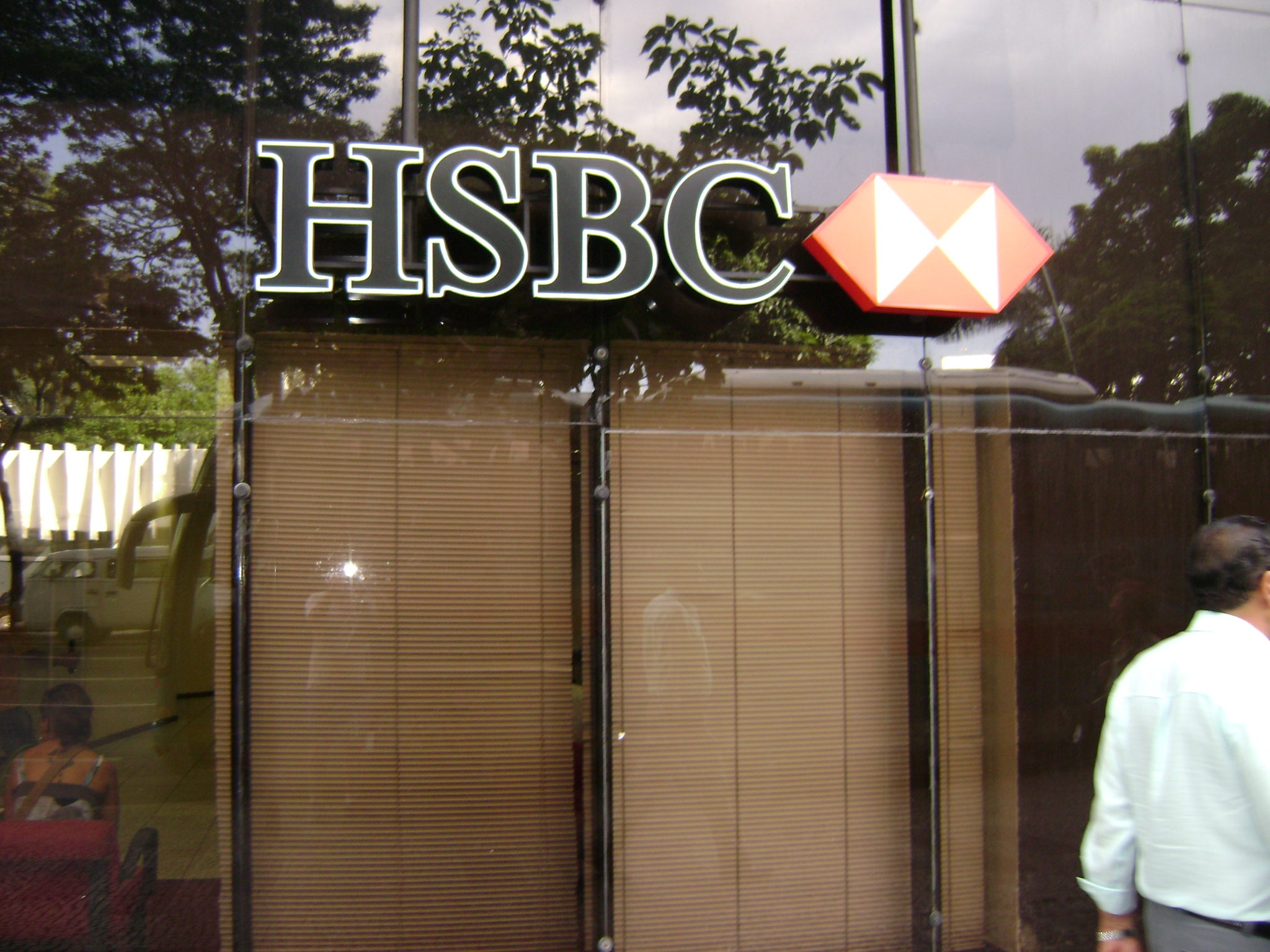
Filial da HSBC em Belo Horizonte.

É uma das maiores organizações de serviços financeiros e bancários do mundo. Em 2013, o Grupo HSBC empregava mais de 254 mil pessoas e atendia mais de 52 milhões de clientes em todo o mundo. A rede internacional do Grupo HSBC é composta por aproximadamente 6.200 escritórios e agências distribuídas em 129 países e territórios na Europa, Ásia, Américas, Oceania, Oriente Médio e África.
Em agosto de 2015 o banco contava com 5 milhões de correntistas. Possuía 853 agências, 464 postos de atendimento, 669 postos de atendimento eletrônico, 1.809 ambientes de autoatendimento e 4.728 caixas eletrônicos, em 531 cidades do Brasil e ativos totais de 168 bilhões de reais.
Em 2010 o HSBC foi escolhido como a marca mais valiosa do mundo financeiro, de acordo com a pesquisa Brand Finance Global Banking, valendo cerca de US$ 528,47 bilhões.
Em julho de 2016, o HSBC Brasil foi vendido ao Bradesco, que pagou R$ 17,6 bilhões para assumir 100% das operações. 